# Milica Gardašević
Milica Gardašević (ur. 28 września 1998 w Nowym Sadzie) – serbska lekkoatletka specjalizująca się w skoku w dal.
Czwarta zawodniczka olimpijskiego festiwalu młodzieży Europy (2013). W 2015 była szósta na mistrzostwach świata juniorów młodszych w Cali. W 2016 zajęła 11. miejsce podczas juniorskich mistrzostw świata. Złota medalistka czempionatu Europy juniorów w Grosseto (2017).
Stawała na podium mistrzostw krajów bałkańskich.
Złota medalistka mistrzostw Serbii oraz reprezentantka kraju na drużynowych mistrzostwach Europy.
Rekordy życiowe: stadion – 6,91 (23 lipca 2023, Kraljevo); hala – 6,90 (18 lutego 2023, Belgrad).

## Osiągnięcia
| Rok  | Impreza                                  | Miejsce       | Lokata            | Wynik |
| ---- | ---------------------------------------- | ------------- | ----------------- | ----- |
| 2013 | Olimpijski festiwal młodzieży Europy     | Utrecht       | 4. miejsce        | 5,91  |
| 2015 | II liga drużynowych mistrzostw Europy    | Stara Zagora  | 7. miejsce        | 5,78  |
| 2015 | Mistrzostwa świata juniorów młodszych    | Cali          | 6. miejsce        | 6,20  |
| 2016 | Mistrzostwa świata juniorów              | Bydgoszcz     | 11. miejsce       | 5,95  |
| 2017 | II liga drużynowych mistrzostw Europy    | Tel Awiw-Jafa | 7. miejsce        | 6,19  |
| 2017 | Mistrzostwa Europy juniorów              | Grosseto      | 1. miejsce        | 6,46  |
| 2018 | Mistrzostwa Europy                       | Berlin        | el. – 21. miejsce | 6,26  |
| 2019 | Halowe mistrzostwa Europy                | Glasgow       | el. – 11. miejsce | 6,41  |
| 2021 | III liga drużynowych mistrzostw Europy   | Limassol      | 1. miejsce        | 6,54  |
| 2022 | Halowe mistrzostwa świata                | Belgrad       | 9. miejsce        | 6,59  |
| 2022 | Igrzyska śródziemnomorskie               | Oran          | 1. miejsce        | 6,67  |
| 2022 | Mistrzostwa świata                       | Eugene        | –                 | NM    |
| 2022 | Mistrzostwa Europy                       | Monachium     | 7. miejsce        | 6,52  |
| 2023 | Halowe mistrzostwa Europy                | Stambuł       | el. – 9. miejsce  | 6,51  |
| 2023 | II dywizja drużynowych mistrzostw Europy | Chorzów       | 1. miejsce        | 6,82  |
| 2023 | Mistrzostwa świata                       | Budapeszt     | el. – 18. miejsce | 6,51  |
| 2024 | Halowe mistrzostwa świata                | Glasgow       | 6. miejsce        | 6,74  |
| 2024 | Mistrzostwa Europy                       | Rzym          | el. – 17. miejsce | 6,55  |
| 2024 | Igrzyska olimpijskie                     | Paryż         | el. – 18. miejsce | 6,48  |
| 2025 | Halowe mistrzostwa Europy                | Apeldoorn     | 4. miejsce        | 6,75  |
| 2025 | Halowe mistrzostwa świata                | Nankin        | 13. miejsce       | 6,33  |
| 2025 | II dywizja drużynowych mistrzostw Europy | Maribor       | 1. miejsce        | 6,75w |